# Heliconia mutisiana
Heliconia mutisiana är en enhjärtbladig växtart som beskrevs av José Cuatrecasas. Heliconia mutisiana ingår i släktet Heliconia och familjen Heliconiaceae. Inga underarter finns listade.

## Bildgalleri

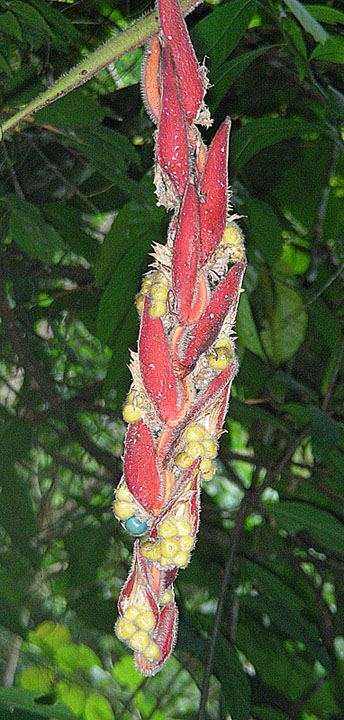